# Héctor Takayama
Pour les articles homonymes, voir Takayama (homonymie).
Héctor Takayama, de son nom complet Héctor Rubén Takayama Tohara, est un footballeur péruvien d'origine japonaise, né le 5 avril 1972 à Lima. Il jouait au poste de milieu de terrain.

## Biographie
Héctor "Tito" Takayama joua entre 1989 et 1991 avec le Deportivo AELU, club qui révéla plusieurs footballeurs d'ascendance japonaise au Pérou tels Jerry Tamashiro ou Edwin Uehara. 
Il poursuit sa carrière dans les années 1990 au sein de plusieurs clubs péruviens tant à Lima (Sport Boys, Deportivo Municipal) comme en province (Unión Huaral, Carlos A. Mannucci, Cienciano del Cusco et Juan Aurich). Selon ses propres dires, Julio César Uribe – ancienne gloire du football péruvien des années 1980 – aura une grande influence sur sa carrière de joueur puisqu'il le dirigea à trois reprises avec le Deportivo Municipal, le Carlos A. Mannucci et le Juan Aurich.
Dans les années 2000, il s’expatrie en Finlande pour jouer avec le FC Jazz Pori. Il devient entraîneur au Japon et se spécialise dans la formation de jeunes. Il a d'ailleurs créé sa propre académie de football au Pérou, la Escuela de Tecnificación “Takayama”.